# Badana

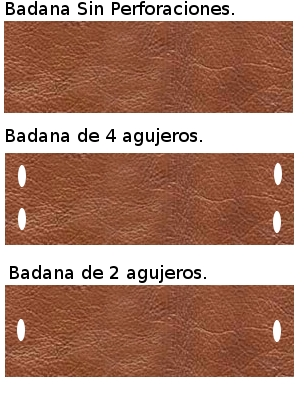
Muestras de badana

Se llama badana a las pieles de carnero curtidas con polvo de corteza de roble u otra. 
La badana se distingue del Carnero curtido con zumaque. La badana recibe, como este último, todos los colores, excepto los compuestos esencialmente de añil y de cochinilla; se adelgaza como el becerro bajo la cuchilla del zurrador; se adoba y se le da lustre como al cordobán para el uso de los sombrereros, vaineros, ebanistas, papeleros y encuadernadores de libros recibiendo todos los matices: el dorado, los jaspeados y el estampado. Las badanas, en razón de su solidez, son también útilísimas a los silleros, guarnicioneros, cofreros, fabricantes de fuelles y para hacer mandiles de herreros.
La badana se fabrica en Olesa de Montserrat, particular en los lugares en que las aguas y las cortezas son propias para este ramo de industria. En Cataluña, las principales fábricas eran las de Figueras, Ripoll, Mataró, San Andrés de Palomar, San Martín de Provensals, Bordeta y sobre todo la del pueblo de Horta.
En tenería, se distingue: 
- badana en costra: está secada sin aceite para no dañar la composición de los colores
- badana al aceite: está destinada para ser empleada al natural o teñida de negro